# Santiago dos Reis
Santiago José dos Reis (Rosario, Santa Fe, 7 de agosto de 1981) es un exfutbolista argentino que se desempeñaba como mediocampista ofensivo.

## Clubes
| Club                      | País      | Año       |
| ------------------------- | --------- | --------- |
| Talleres (RdE)            | Argentina | 1999-2000 |
| Sarmiento (Junín)         | Argentina | 2001-2002 |
| Rivadavia (Lincoln)       | Argentina | 2002-2003 |
| Libertas Brera            | Italia    | 2003-2004 |
| Sarmiento (Junín)         | Argentina | 2004      |
| Rivadavia (Lincoln)       | Argentina | 2005-2006 |
| Cultural Leonesa          | España    | 2006-2007 |
| Club Atlético El Linqueño | Argentina | 2008-2010 |